# 郭黁
郭黁（？—？），西平郡人。十六國時期的方士，史載他曾多次準確預測國家衰敗和滅亡，但他亦因為這些預測而起兵作亂，甚至因而逃亡，最終被殺。

## 生平

### 預測前涼
郭黁年輕時已經通曉《易經》，出仕前涼任西平主簿。前涼末年，面對強盛的前秦威脅，西平太守趙凝命郭黁卜筮，郭黁說：「若果二月十五日郡中有囚犯逃走了，東軍就會到來，涼國國祚必定完了。」趙凝於是將這傳令給所轄諸縣。去到二月十五日，鮮卑人折掘送了匹馬給趙凝，但趙凝認為這不是好馬，就將他囚禁在內廄中，折掘恐懼之下乘夜逃走。趙凝隨後將這事告訴郭黁，郭黁說：「是這個了。國家將會滅亡，不能復興。」後前秦果滅前涼，郭黁入歸前秦。

### 二王來朝
到了前秦天王苻堅在位末期，姑臧當陽門出現震動，涼州刺史梁熙以此詢問，郭黁就預測道：「這是有關四夷的事，應當有兩個外國國王來朝見主上，一個會返國，一個就死在這兒。」一年多後，鄯善王及前部王朝見苻堅，西歸回程時鄯善王竟真的死在姑臧。

### 呂光所遇
前秦在淝水之戰戰敗後崩潰，戰前派往出征西域的秦將呂光返回涼州，殺害刺史梁熙割據涼州，建立後涼。不過其時有西海太守王楨叛變，郭黁勸呂光進攻他，為呂光左丞呂寶阻止：「不遠千里襲擊人自古都難，而且王者之師天下聞名，怎可以因僥倖取成功！郭黁的話不可聽從，誤人大事。」郭黁說：「若果不能取捷，郭黁自願受戮。如果克捷，左丞就無謀略了。」呂光終聽從郭黁的話，更擊敗了王楨，收復西海郡。呂光遂將郭黁比作京房和管輅，經常讓他參與謀略之事。
龍飛二年（397年）正月，呂光率軍進攻西秦乞伏乾歸，郭黁諫：「現在太白星未出，不適宜行軍，去肯定沒有成果，最終肯定會失敗。不過其時太史令賈曜持相反意見。呂光頓兵長最而派了呂纂、楊軌等人進攻金城，最終成功攻克。呂光在取勝後命賈曜詰責郭黁，但郭黁秘密對呂光說：「昨晚有流星在東邊墜藩，應當有將領死亡，這座城雖然得到了，但怕守不住。正月上旬，河面結的冰將融化，若果不早早渡河，怕有大變故。」兩日後，呂延中了乞伏乾歸的計，兵敗戰死，餘眾被逼退守枹罕；而呂光大軍剛好過了黃河，河冰就融了，當時人都佩服郭黁。呂光又以郭黁為散騎常侍、太常。

### 起兵作亂
不過，郭黁見呂光年老，太子呂紹闇弱而統兵的呂纂等諸子凶悍，認為後涼衰敗將至，必以事變故以熒惑守東井的天象聨結僕射王詳一同起兵。郭黁算出「代呂者王」，推了部眾強盛的王乞基為盟主，而因為郭黁昔日的事跡，人們都認為是聖人起事，一定會成功，大多都支持。呂光察覺叛亂而殺王詳，並召正在討伐北涼的呂纂回姑臧鎮壓叛亂，但由於二苑兵眾都投向郭黁，郭黁仍據東苑反叛。郭黁派兵到白石阻截呂纂並且大勝對方，但西安太守石元良此時率領五千兵入援姑臧，與呂纂聯手擊敗郭黁的軍隊，一舉攻入了姑臧。郭黁敗後，將手上挾持的八位呂光孫兒都殘忍肢解殺害，與眾飲血盟誓，眾人都掩面不忍直視，惟郭黁神情自若。
郭黁接著推楊軌為盟主，楊軌亦領兵二萬支援郭黁。不過，郭黁部下王斐於姑臧城西被呂纂擊敗後，郭黁的實力就漸漸衰敗，即使楊軌來到後打算和呂纂決戰，也被郭黁以天象制止。不久，張掖太守呂弘逼於北涼壓力棄城歸姑臧，楊軌為免呂弘軍隊增強呂纂實力，遂先一步進襲呂纂，欲為呂纂所敗，郭黁見狀即東走魏安，奔於西秦。。而郭黁那個「代呂者王」的預言，終在後秦滅亡後涼後所派的涼州刺史王尚得到實現。

### 出逃遇害
乞伏乾歸投奔後秦，郭黁亦隨之而往，但他預知滅秦的是晉朝，故此帶著妻兒南奔，卻為後秦追兵殺害。

## 延伸阅读
[在维基数据编辑]
 《晉書·卷095》，出自房玄齡《晉書》